# Décès en décembre 2000
Décès
- 1996
- 1997
- 1998
- 1999
- 2000
- 2001
- 2002
- 2003
- 2004

Pour une information complémentaire, voir la page d'aide.

| Date        | Nom                                        | Activités                                                | Âge      | Source |
| ----------- | ------------------------------------------ | -------------------------------------------------------- | -------- | ------ |
| 2 décembre  | Daniel Singer                              | journaliste polonais                                     | 73       |        |
| 5 décembre  | Mouloud Gaïd                               | historien, écrivain et militant syndicaliste algérien    | 84       |        |
| 5 décembre  | O. W. Wolters                              | universitaire, historien et auteur britannique           | 85       |        |
| 8 décembre  | Juan-José Espana                           | militaire puis entrepreneur, compagnon de la Libération. | 90       |        |
| 10 décembre | José Águas                                 | Footballeur international portugais.                     | 70       | (pt)   |
| 10 décembre | Hubert Murray                              | Homme politique canadien.                                | 81       |        |
| 12 décembre | Georges Ballerat                           | peintre paysagiste français                              | 98       |        |
| 14 décembre | Myroslav Ivan Lubachivsky                  | cardinal ukrainien, archevêque de Lviv                   | 86       |        |
| 15 décembre | Jacques Goddet                             | sportif et journaliste français, fondateur de L'Équipe   | 94       |        |
| 19 décembre | Son Sann                                   | ancien premier ministre du Cambodge                      | 89       |        |
| 21 décembre | Jan Sanders                                | peintre néerlandais                                      | 81       | (nl)   |
| 21 décembre | Renaat Van Elslande                        | homme politique belge                                    | 83       |        |
| 23 décembre | Billy Barty                                | Acteur américain.                                        | 76       | (en)   |
| 24 décembre | Mohammed Aslam Watanjar                    | général et politicien afghan                             | 53 ou 54 |        |
| 24 décembre | Lucienne Laudré-Viel                       | athlète et footballeuse française                        | 93       |        |
| 25 décembre | Willard Van Orman Quine                    | Philosophe américain.                                    | 92       | (en)   |
| 26 décembre | Jason Robards                              | Acteur américain.                                        | 78       | (en)   |
| 26 décembre | Michael Deacon                             | Acteur britannique.                                      | 67       | (en)   |
| 26 décembre | Leo Gordon                                 | Acteur, scénariste et réalisateur américain.             | 78       | (en)   |
| 28 décembre | Paul Chambrillon                           | Critique dramatique, chroniqueur gastronomique français. | 75       | (fr)   |
| 29 décembre | Jacques Laurent-Cély (Cécil Saint-Laurent) | Écrivain français.                                       | 81       | (fr)   |
| 30 décembre | Julius J. Epstein                          | Scénariste américain.                                    | 91       | (en)   |
| 31 décembre | Lucien Barjon                              | Acteur français.                                         | 84       | (fr)   |
| 31 décembre | Gilbert Valentin                           | Céramiste, peintre et sculpteur français.                | 72       |        |